# Temuri Ketsbaia
Temuri "Temur" Ketsbaia (georgiska: თემურ ქეცბაია) född 18 mars 1968 i Gali, är en georgisk före detta fotbollsspelare, numera tränare. För närvarande tränar han det cypriotiska landslaget.
Som spelare spelade han i det det georgiska landslaget, och i klubbarna Dinamo Tbilisi, Anorthosis Famagusta, AEK, Newcastle United, Wolverhampton Wanderers och Dundee United.

## Karriär

### Spelarkarriär
Ketsbaia föddes i staden Gali i Abchazien, där han inledde sin karriär i den mindre klubben Dinamo Suchumi innan han gick till landets största klubb, FK Dinamo Tbilisi. 1992 flyttade han till den cypriotiska klubben Anorthosis Famagusta FC, innan han gick till den grekiska klubben AEK Aten FC, som han vann den grekiska cupen med. Under bosmandomen blev Ketsbaia klubblös och gick gratis till Newcastle United under sommaren 1997. Som spelare i Newcastle spelade han i FA cupsfinalerna 1998 och 1999 mot Arsenal FC och Manchester United. Även om Newcastle förlorade med 2-0 vid båda tillfällena, var dessa matcher höjdpunkten i Ketsbaias karriär. Vid båda matcherna spelade han anfallare jämte Alan Shearer.
Ketsbaia lämnade St James' Park 2000 för att skriva på för Wolverhampton Wanderers och året senare, 2001, anslöt han sig till Dundee United.

### Tränarkarriär
Ketsbaia återvände till Anorthosis Famagusta FC 2002 som spelarcoach. Han blev spelartränare i januari 2004. 
Den 30 juni 2007 tillkännagav Ketsbaia sitt tillbakadragande från professionell fotboll. Sin sista match spelade han den 14 juli 2007.
I april 2009 slutade Ketsbaia som tränare för Anorthosis Famagusta. Månaden senare meddelade Olympiakos FCs ordförande att Ketsbaia utsetts till tränare för klubben då han skrev på ett treårskontrakt och ersatte Ernesto Valverde. Trots treårskontraktet lämnade Ketsbaia Olympiakos den 15 september 2009 till följd av kritik från klubbens supportrar. 
I november 2009 annonserades Ketsbaia som ny tränare för det georgiska fotbollslandslaget, som han själv representerat 49 gånger. Han hävdade att han inte kunde utlova att laget tar sig till en större turnering i en snar framtid, men att laget skulle kämpa för att nå ett. Den 3 mars 2010 ledde han laget i sin första internationella match, en vänskapsmatch mot Estland som slutade med en 2-1-seger.

## Utmärkelser

### Som spelare
Dinamo Tbilisi
- Umaghlesi Liga: 1990, 1991, 1992
- Georgiska cupen: 1992

AEK Aten
- Grekiska cupen: 1996, 1997
- Grekiska supercupen: 1996

Anorthosis Famagusta
- Cypriotiska förstadivisionen: 2005
- Cypriotiska cupen: 2003, 2007

### Som tränare
Anorthosis Famagusta
- Cypriotiska förstadivisionen: 2005, 2008
- Cypriotiska cupen: 2007
- Cypriotiska supercupen: 2007